# فرودگاه آرنس
فرودگاه آرنس (به انگلیسی: Arnes Airport) یک فرودگاه خصوصی با کد یاتا YNR است که یک باند فرود چمن دارد و طول باند آن ۱۰۶۷ متر است. این فرودگاه در کشور کانادا قرار دارد و در ارتفاع ۲۲۱ متری از سطح دریا واقع شده‌است.